# HMS Camellia (K31)
«Камелія» (англ. HMS Camellia (K31) — військовий корабель, корвет типу «Флавер» Королівського військово-морського флоту Великої Британії за часів Другої світової війни.
Корвет «Камелія» був закладений 14 листопада 1939 року на верфі компанії Harland and Wolff у Белфасті. 4 травня 1940 року він був спущений на воду, а 18 червня 1940 року увійшов до складу Королівських ВМС Великої Британії.

## Історія служби
У січні 1941 року «Камелія» діяв рятувальним транспортом для п'яти членів екіпажу торговельного судна «Рінгхорн», яке затонуло в штормову погоду. 4 лютого 1941 року «Камелія» та есмінець «Харвестер» підібрали 121 вцілілого з «Кріспін», затопленого U-107.
7 березня 1941 року у Північній Атлантиці південно-східніше Ісландії глибинними бомбами британських корветів «Камелія» та «Арбутус» був потоплений німецький підводний човен U-70. 20 членів екіпажу загинули, 25 врятовано.
Також у березні 1941 року при спробі атаки конвою OB 293 з 37 суден, котрі прямували з Ліверпуля до портів Північної Америки, британські кораблі ймовірно в ході переслідування потопили U-47 та «Волверіном» був пошкоджений U-A.